# Theloderma corticale
Espèce
Synonymes
- Rhacophorus corticalis Boulenger, 1903
- Rhacophorus fruhstorferi Ahl, 1927

Statut de conservation UICN

 LC  : Préoccupation mineure
Theloderma corticale ou Grenouille lichen ou Grenouille mousse est une espèce d'amphibiens de la famille des Rhacophoridae.

## Répartition et habitat
Cette espèce est endémique du Nord du Viêt Nam. Elle se rencontre entre 700 à 1 500 m d'altitude dans les chaînes montagneuses du Mao Son et du massif des trois monts Tam Dao, provinces de Vĩnh Phúc, de Cao Bằng et de Lạng Sơn.
La grenouille mousse ou grenouille lychen vit dans la forêt tropicale primaire près des ruisseaux.

## Description
Theloderma corticale mesure de 7 à 9 cm. Elle pèse de 40 à 50 g.
Sa peau est verruqueuse, ressemblant à de la mousse par sa texture et ses couleurs. Son dos est vert olive marbré de noir. Son ventre est jaune tacheté ou marbré de noir.
Ses pattes postérieures sont palmées. Ses doigts sont munis de pelotes et ils adhèrent parfaitement aux supports immergés et émergés : parois rocheuses etc.
Cette grenouille se nourrit pendant la nuit d'insectes, de vers et de mollusques. Elle se dissimule dans la mousse et se roule en boule en cas de danger.

## Galerie

Grenouille mousse ou grenouille lychen
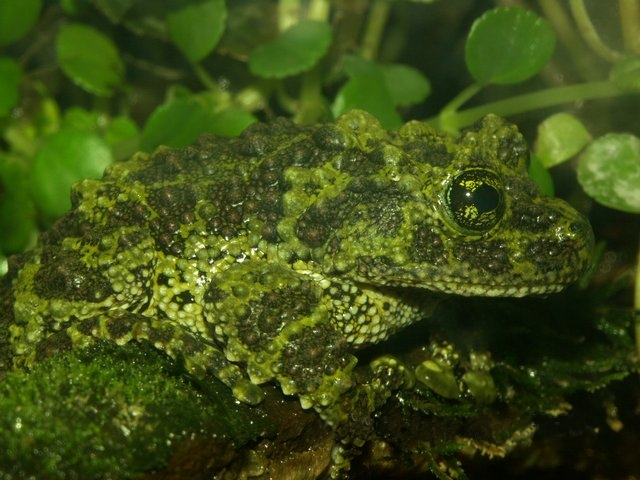
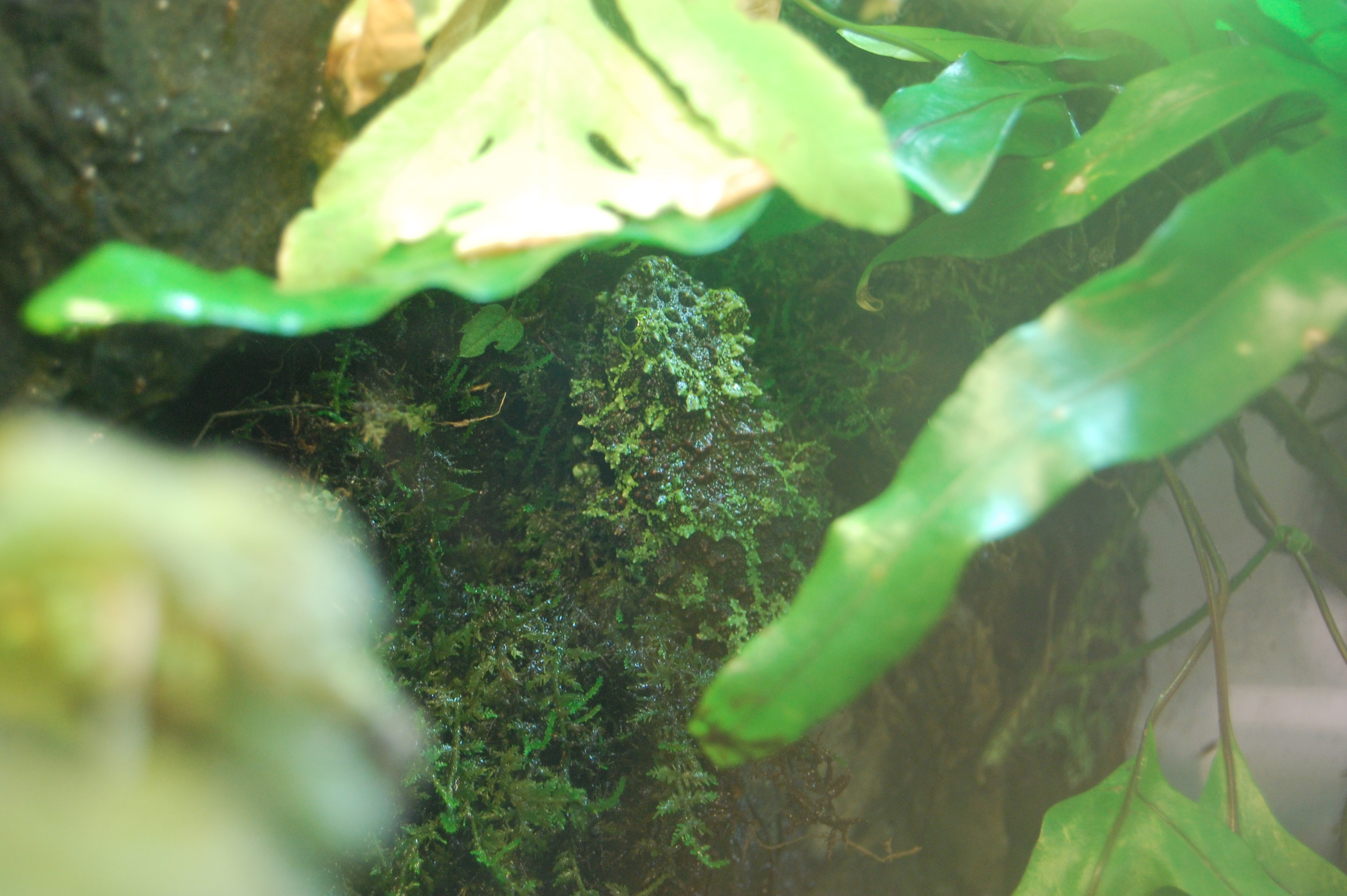
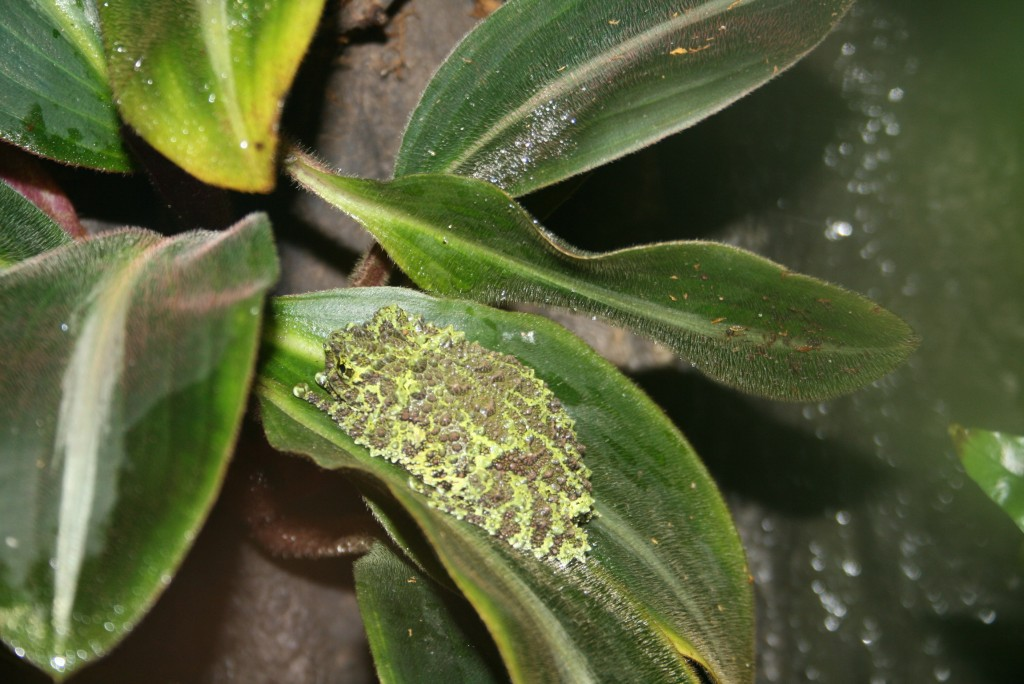
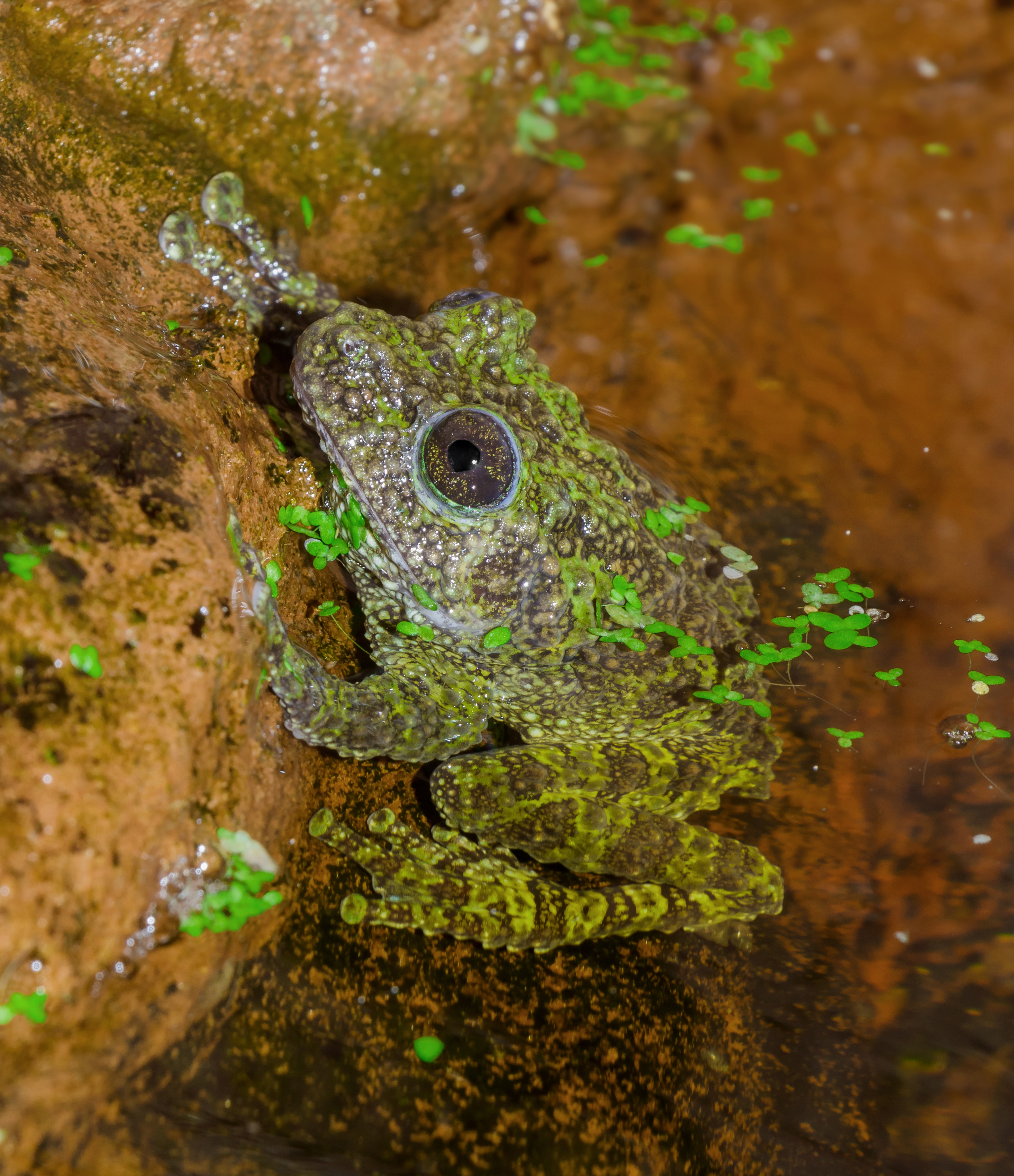

## Publications originales
- Boulenger, 1903 : Descriptions of three new batrachians from Tonkin. Annals and Magazine of Natural History, sér. 7, vol. 12, p. 186-188 (texte intégral).
- Ahl, 1927 : Zur Systematik der asiatischen Arten der Froschgattung Rhacophorus. Sitzungsberichte der Gesellschaft Naturforschender Freunde zu Berlin, vol. 1927, p. 35-47.